# جيد كول
جيد كول (بالإنجليزية: Jade Chantel Cole)‏ هي عارضة أمريكية، ولدت في 19 يونيو 1979 في فيلادلفيا في الولايات المتحدة.

## وصلات خارجية
- جيد كول على موقع IMDb (الإنجليزية)